# Alberto Kesman
Alberto Kesman (Montevideo, 23 de agosto de 1950) es un periodista deportivo y locutor uruguayo.

## Trayectoria
Se desempeñó como relator en CX22 Radio Universal junto al comentarista Enrique Yannuzzi, quien se jubiló y dejó el periodismo profesional, así como también forma parte del informativo central Telemundo 12 de Teledoce, y del programas deportivo Pasión emitido en vivo por la pantalla de VTV en todo el territorio nacional. 
Formó parte del programa Estadio Uno. En junio del año 2010, se le otorgó el premio a mejor relator de fútbol del año 2009.
A lo largo de su vasta carrera periodística, ha sido galardonado con numerosos premios, entre ellos el Premio Iris.

## Vida privada
Es padre de dos hijos, Yanina y Martín Kesman, que trabajan junto a él en la radio y televisión. En 18 de abril de 2015 contrajo matrimonio con María José Ferreira en el Hotel Sheraton Montevideo.